# Сумах голый
Сума́х го́лый (лат. Rhus glábra) — листопадный кустарник или небольшое дерево родом из Северной Америки, вид рода Сумах (Rhus) семейства Анакардиевые (Anacardiaceae).

## Ботаническое описание
Сумах голый — двудомный крупный кустарник или дерево до 6 м в высоту. Молодые ветки голые, светло-коричневые, сизоватые, затем кора нередко растрескивается.
Листья очерёдные, непарноперистые, из 11—31 листочка, каждый из которых до 10 см длиной, продолговато-ланцетный, с зазубренным краем. Верхняя поверхность листочков тёмно-зелёная, нижняя — голая, более бледная, сизоватая.
Цветки однополые и обоеполые, красновато-зеленоватые, собраны в плотные опушённые метёльчатые соцветия на концах веточек. Тычинки в количестве 5. Пестики желтоватые. Чашечка из пяти сросшихся в основании яйцевидных чашелистиков. Венчик из пяти беловатых яйцевидных лепестков.
Плоды — мелкие ярко-красные опушённые костянки до 0,5 см в диаметре, на вкус очень кислые.

## Ареал
Сумах голый распространён от Онтарио и Квебека на севере до Флориды и Аризоны на юге. Это единственное дерево, встречающееся в естественных условиях на территории всех 48 континентальных штатов США.

## Использование
Сумах голый часто выращивается в садах и парках как декоративное растение. Листья сумаха содержат до 25% дубильных веществ. Плоды, листья и корни сумаха используются в народной медицине для приготовления чая. В 2020 году археологи раскопали трубку на раскопках в штате Центральный Вашингтон, продемонстрировав доказательство того, что индейское племя выкуривало сумах голый либо в чистом виде, либо в смеси с табаком, возможно, «из-за его лечебных свойств и для улучшения аромата дыма».

## Таксономия

### Синонимы
- Rhus canadensis Mill., 1768
- Rhus caroliniana Mill., 1768
- Rhus cismontana Greene, 1906
- Rhus cismontana var. flavescens D.M.Andrews, 1922
- Rhus elegans Aiton, 1789
- Rhus hypselodendrum Moench, 1794
- Rhus laevicaulis Torr. ex A.Gray, 1849
- Rhus viridiflora Engl., 1883
- Schmaltzia glabra (L.) Small, 1903
- Toxicodendron glabrum (L.) Kuntze, 1891